# Embiotoca lateralis
Embiotoca lateralis. là một loài động vật thuộc chi Embiotoca trong họ Embiotocidae. Chưa có phân loài được xác nhận.
Loài này sinh sống ở Đông Bắc Thái Bình Dương.